# Cultura da Tailândia

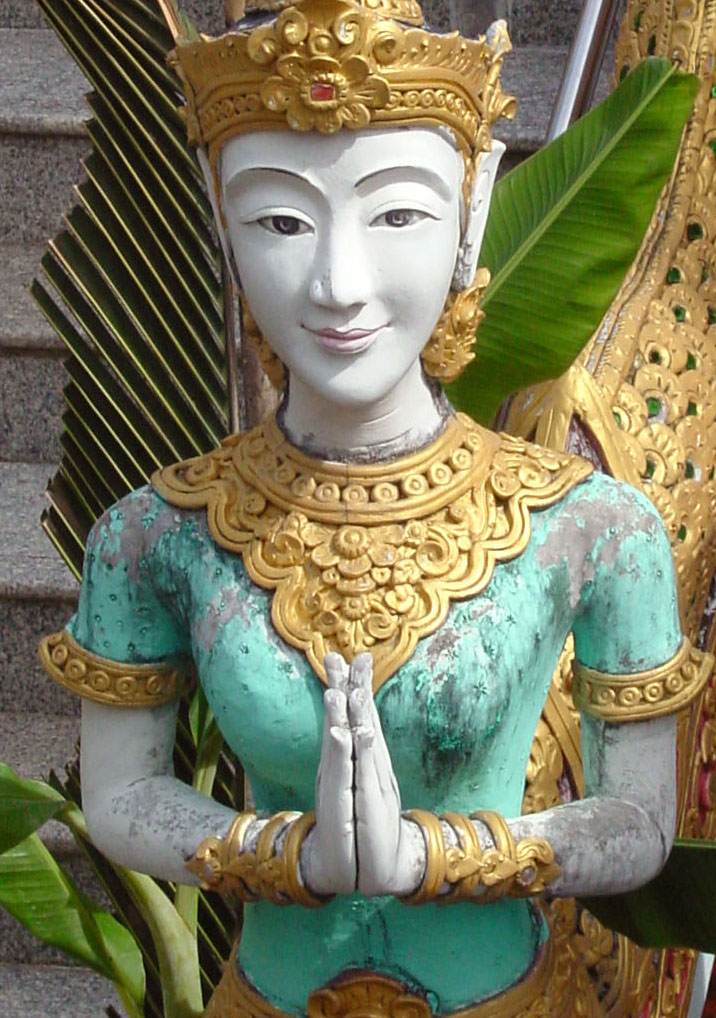
Estátua na posição do gesto Wai

A cultura da Tailândia incorpora credos culturais e características indígenas da área conhecida na atualidade como Tailândia, assim como regiões da Índia, China e Camboja, junto com culturas pré-históricas próximas do sudeste asiático. É influenciada principalmente pelo Animismo, Hinduísmo e Budismo.
A era de maior desenvolvimento cultural foi o período Sukhotai (1238-1378), momento em que os tailandeses absorveram elementos distintos e de várias civilizações nas quais entraram em contato, como a chinesa e a indiana.

## Idioma
A língua oficial é o tailândes, membro do grupo linguístico Tai da Língua Kradai. Tem uma linguagem tonal com uma complexa ortografia e marcadores relacionais.[carece de fontes?]. A língua é mutuamente inteligível com a língua laociana. O país têm várias outras minorias de línguas e dialetos sendo a maior de todas o dialeto lao.

## Religião

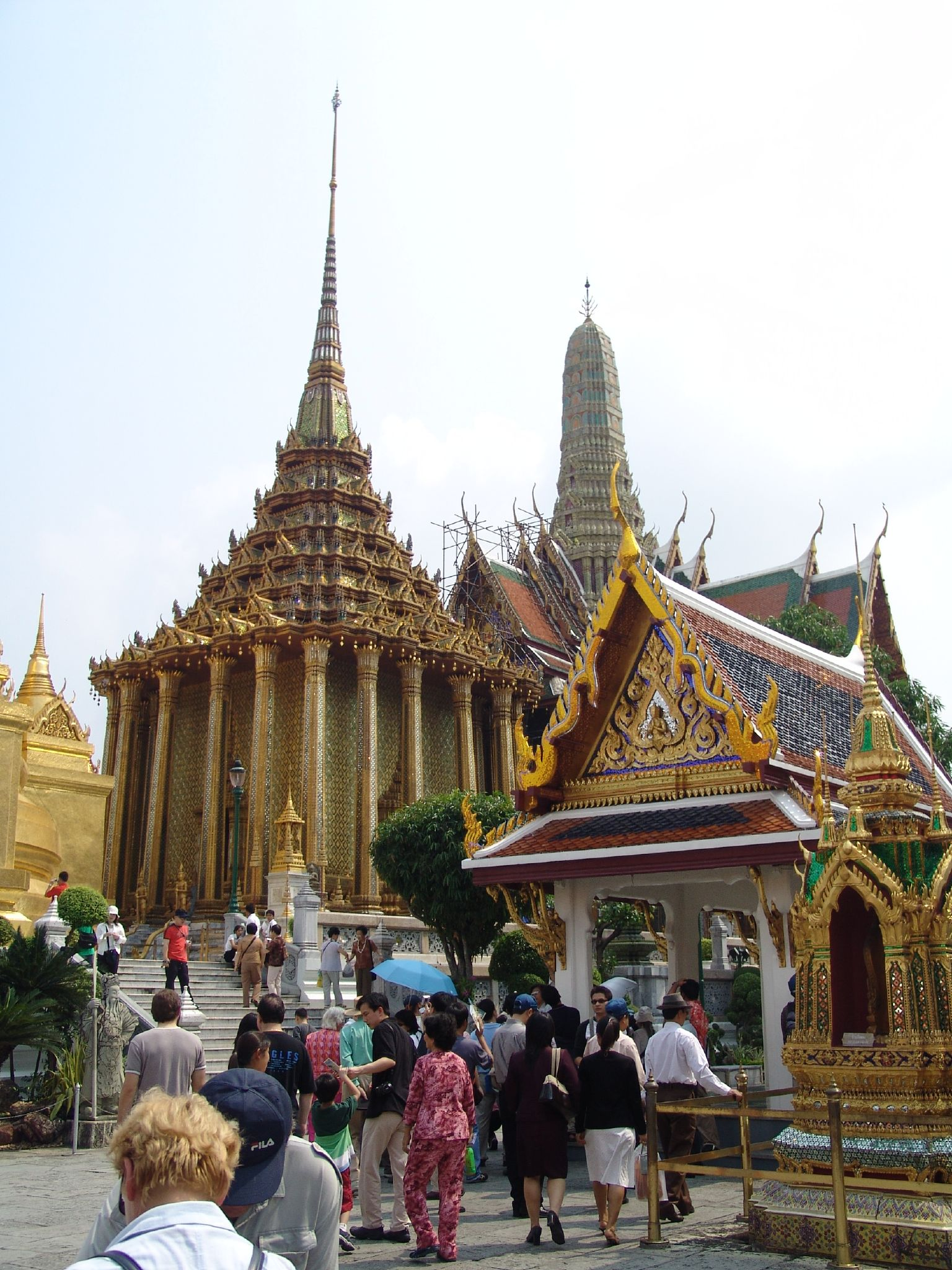
Wat Phra Kaew, um dos templos budistas mais importantes da Tailândia em Bangkok.

A religião oficial é o budismo teravada que, de acordo com o censo de 2000, era a religião de 94,6% da população. O segundo maior grupo religioso é o islamismo, com 4,6% da população. Outros grupos religiosos incluem católicos, judeus e hindus. A lei prevê a liberdade de religião e embora novos grupos religiosos não tenham sidos registrados, a partir dos já estabelecidos há liberdade para a prática religiosa não registrada e de grupos missionários. Não existem relatos de abusos ou discriminações baseadas no credo religioso, embora existam conflitos na região sul entre budistas e muçulmanos. 

## Etiqueta
A etiqueta local indica que é considerado rude tocar a cabeça de uma pessoa ou apontar uma pessoa ou a imagem de Buda. Demonstrar muita emoção em público é considerado impróprio. Um dos gestos mais tradicionais é o Wai, empregado tanto para cumprimentar quanto para se despedir de uma pessoa. O arroz é o principal ingrediente da culinária embora seja de consistência diferentes no sul e norte. Temperos também possuem variação por região. Peixes e moluscos também são comuns e doces são consumidos como aperitivos.
Um dos costumes tailandeses mais distintivos é o wai, usado em saudações, despedidas ou como um reconhecimento, que vem em muitas formas, refletindo o status relativo dos envolvidos. Geralmente a saudação envolve um gesto de oração, como com as mãos, derivado do Añjali Mudrā do subcontinente indiano, e pode também incluir um ligeiro arco da cabeça. Esta saudação é muitas vezes acompanhada por um sereno sorriso simbolizando uma disposição de boas-vindas e uma atitude agradável. A Tailândia é muitas vezes referida como a "terra dos sorrisos" em folhetos turísticos. Demonstrações públicas de afeto não são excessivamente comuns na sociedade tailandesa tradicional, especialmente entre os casais, mas são cada vez mais frequentes entre a geração mais jovem. Uma notável norma social sustenta que tocar alguém na cabeça pode ser considerado rude. É também considerado rude colocar os pés em um nível acima da cabeça de outra pessoa, especialmente se essa pessoa é de maior posição social. Isto acontece porque o povo tailandês considera os pés como a parte mais suja e humilde do corpo, e a cabeça a parte mais respeitada e mais alta do corpo. Isso também influencia a forma como os tailandeses sentam-se, de modo que colocam seu pés sempre apontando longe de outras pessoas, dobrados para o lado ou para trás. Apontar ou tocar alguma coisa com os pés também é considerado rude. Ao sentar-se em um templo, os tailandeses apontam os pés para longe de imagens do Buda. Há, ainda, uma série de costumes tailandeses relativos ao estatuto especial de monges na sociedade. Monges tailandeses são proibidos de ter contato físico com mulheres, assim como espera-se que as mulheres deixem o caminho livre para a passagem de monges de modo que se assegure que o contato acidental não aconteça. Uma variedade de métodos são empregados para evitar o contato não-acidental entre mulheres e monges. Mulheres que fazem oferendas colocam suas doações aos pés do monge, ou em um pano colocado no chão ou em uma mesa. Leigos e visitantes são orientados a sentar ou ficar com as cabeças em um nível inferior das de um monge. Dentro de um templo, os monges podem sentar-se em uma plataforma elevada durante as cerimônias para tornar isso mais fácil de se realizar.

## Casamento
O casamento tailandês consiste em duas partes: a legal e a cerimonial. Elas são realizadas separadamente. Arranjados ainda são comuns, mas atualmente são raros.

## Culinária

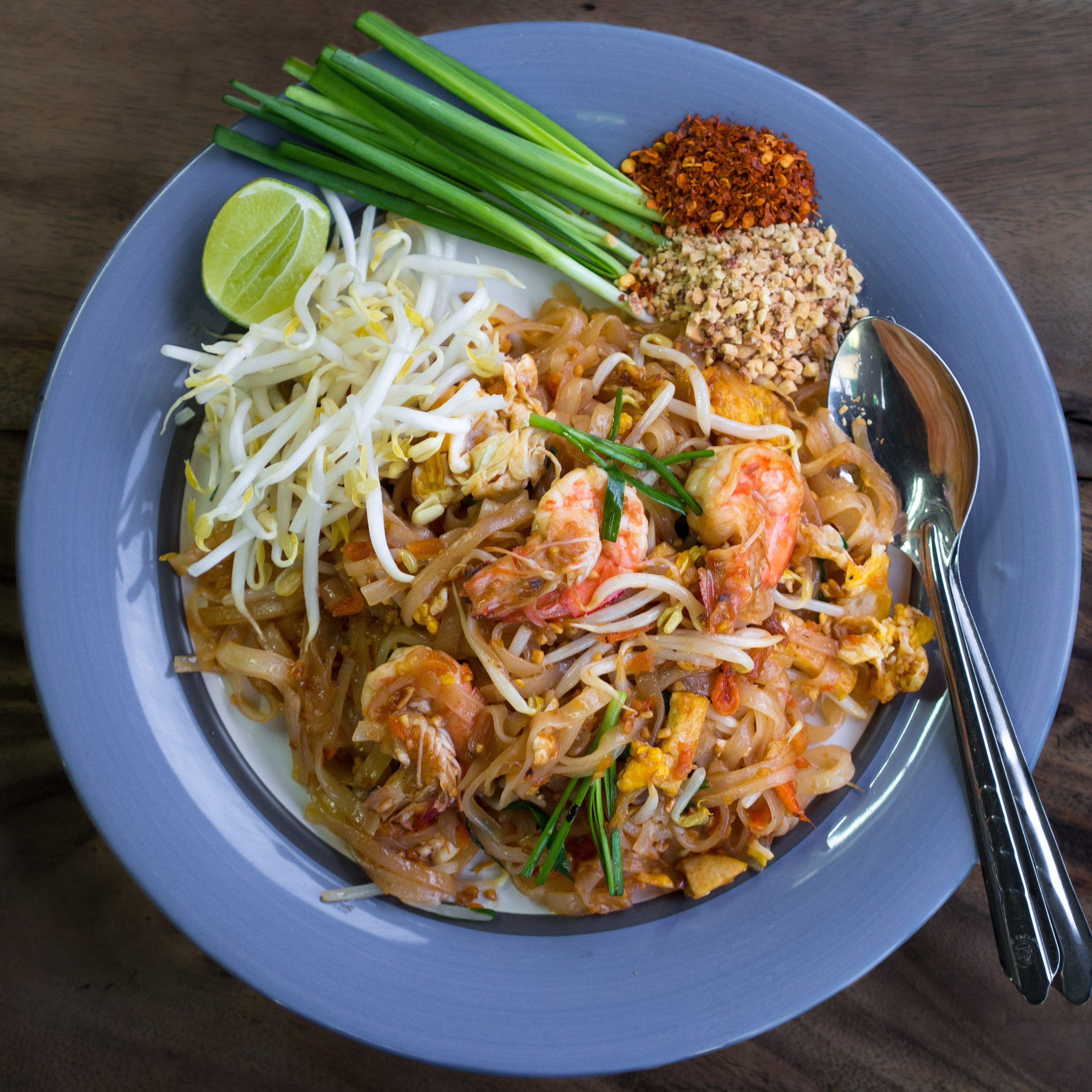
Pad thai, um dos pratos de comida tailandesa mais famosos no mundo.

A culinária da Tailândia é famosa por mesclar quatro sabores fundamentais: doce, picante, ácido e salgado. Alguns pratos tailandeses tentam cozinhar muitos ou todos estes sabores. Para alcançá-los se usam muitas ervas, especiarias e frutas.

## Feriados

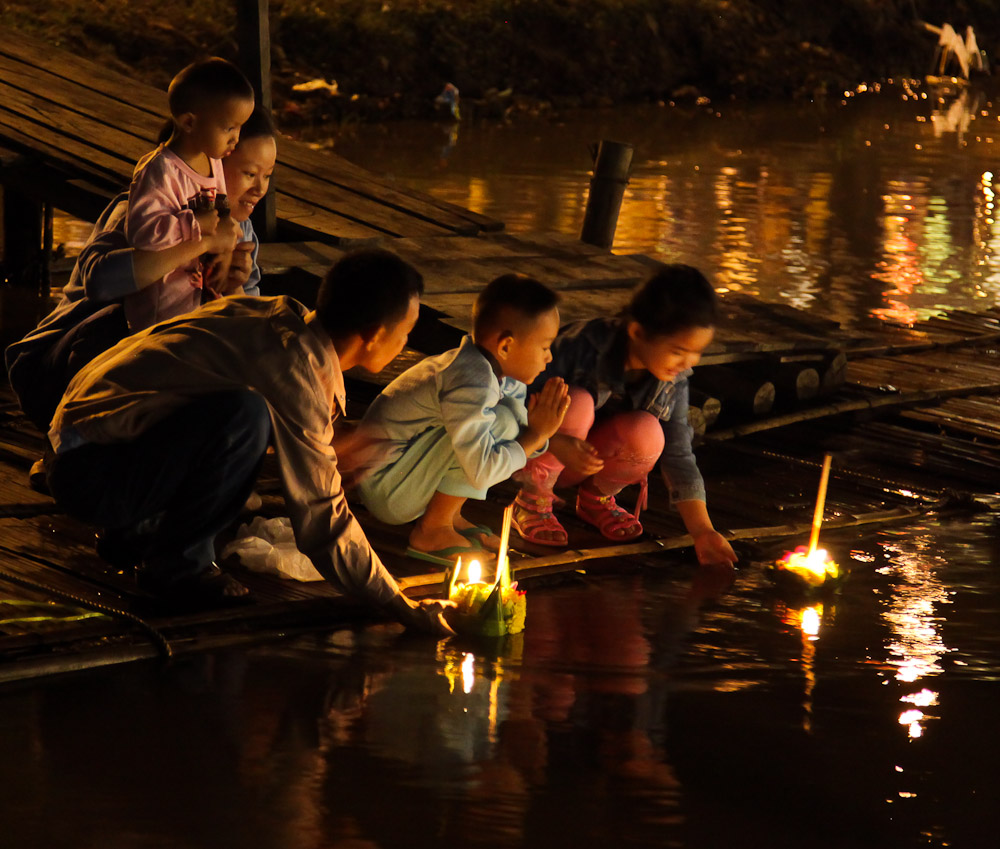
Pessoas colocando uma balsa num lago durante o festival de Loy Krathong em Chiang Mai.

Os principais feriados são associados as religiões. Outras datas seculares incluem o dia 6 de abril, em que se comemora a fundação da Dinastia Chakri, a data de falecimento do Rei Chulalongkorn(23 de outubro), e os aniversário da atual rainha Sirikit da Tailândia(12 de agosto) e do rei Bhumibol Adulyadej(5 de dezembro), que também são o dia das mães e o dia dos pais no país respectivamente.
Outros feriados importantes da cultura tailandesa incluem o Ano Novo Tailandês, ou Songkran, que é oficialmente celebrado do dia 13 até dia 15 de abril de cada ano. Caindo no fim da estação seca e durante a estação quente na Tailândia, as celebrações têm como característica lançamento de água uns nos outros. O lançamento de água decorre da lavagem de imagens de Buda e aspersão de água perfumada nas mãos de pessoas idosas. Pequenas quantidades de talco perfumado em pó também são usadas no ritual de limpeza anual. Nas últimas décadas, as "guerras" de água têm sido cada vez mais industrializadas, com o uso de mangueiras, barris, pistolas de esguicho, tubulação cirúrgica cheia de água e quantidades copiosas de pó.
O Loy Krathong é realizado na 12ª lua cheia do calendário lunar tailandês, que geralmente é no início do mês de novembro do calendário ocidental. Embora não seja um feriado governamental, é um dia auspicioso na cultura tailandesa. A palavra "loy" significa "flutuar" e "krathong" é uma pequena jangada tradicionalmente feita de folhas de bananeira elaboradamente dobradas e inclui flores, velas, varas de incenso e pequenas ofertas. O ato da jangada de vela flutuar para longe é simbólico e significa deixar ir todos os rancores, raiva e impurezas, de modo que se possa começar a vida de novo e de uma maneira melhor.
O Dia Nacional do Elefante é um feriado que acontece todo dia 13 de março de cada ano e que comemora o grande significado cultural e histórico do elefante na Tailândia.